# كريس فريستون
كريس فريستون (بالإنجليزية: Chris Freestone)‏ هو لاعب كرة قدم بريطاني في مركز الهجوم، ولد في 4 سبتمبر 1971 في بورتسموث في المملكة المتحدة. لعب مع شروزبري تاون وفوريست غرين ونادي تشيلتنهام تاون ونادي دوندالك ونادي كارلايل يونايتد ونادي ميدلزبره ونادي هارتلبول يونايتد ونورثامبتون تاون.

## وصلات خارجية
- كريس فريستون على موقع قاعدة بيانات كرة القدم.إي يو (الإنجليزية)
- كريس فريستون على موقع Soccerbase.com (لاعب) (الإنجليزية)
- كريس فريستون على موقع عالم كرة القدم.نت (الإنجليزية)